# Grand-Place de Bruxelas
A Grand-Place de Bruxelas (neerlandês: Grote Markt; português: Praça Grande) é a praça central de Bruxelas. Nela ficam a Câmara Municipal e a Casa do Rei. Alguns autores, entre os quais Victor Hugo, consideram-na a mais bela praça do mundo. Foi inscrita em 1998 na lista de Património Mundial da Organização das Nações Unidas para a Educação, a Ciência e a Cultura - UNESCO.

## Centro de Bruxelas

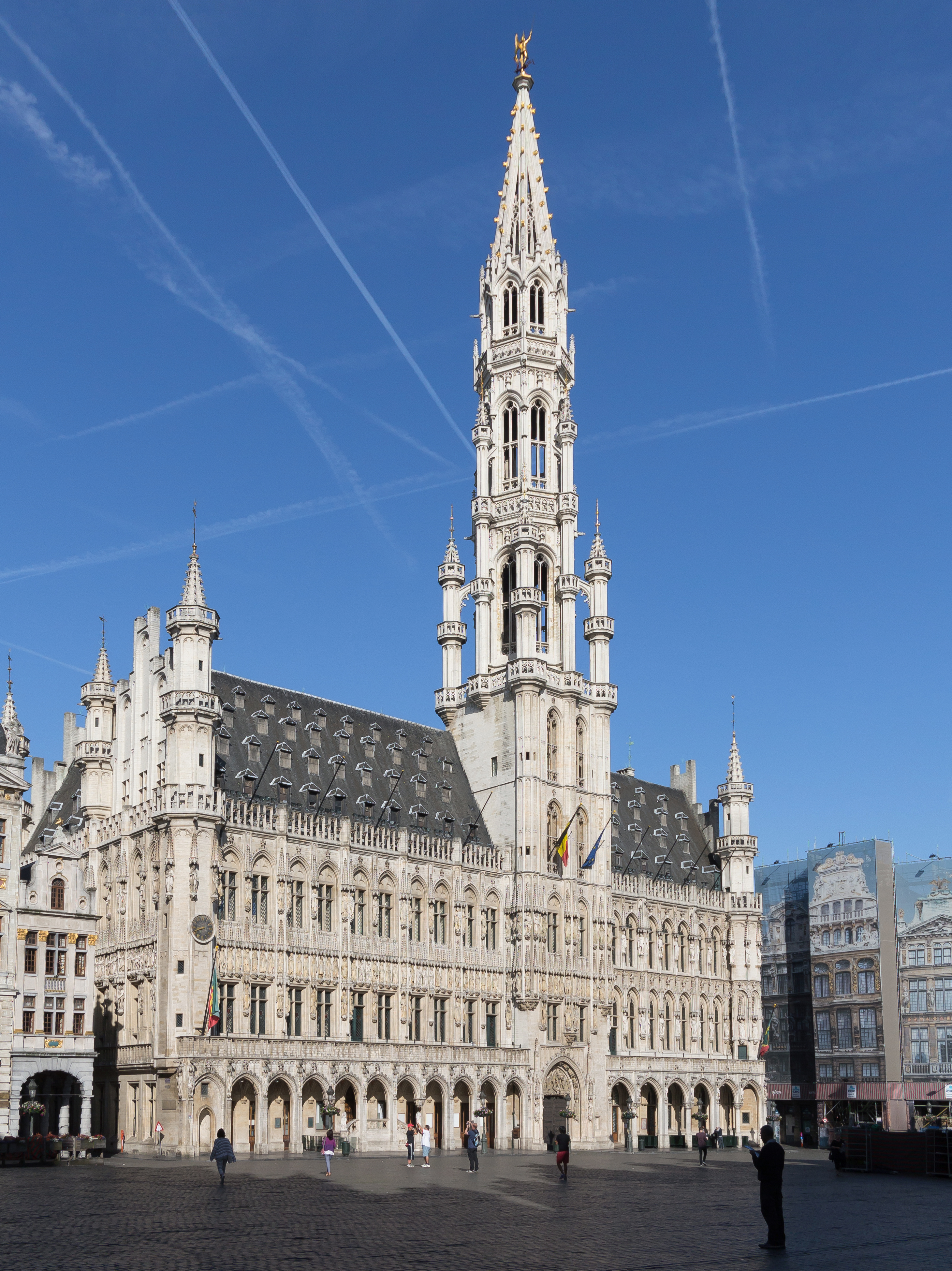
A câmara municipal, na praça principal de Bruxelas.

A Grand Place é o centro geográfico, histórico e comercial de Bruxelas, e o primeiro local a ser visitado por quase todos os turistas. Esta movimentada praça empedrada mantém-se o centro cívico da cidade, passados séculos da sua criação, e o melhor exemplo da arquitetura belga do século XVII. No século XI realizavam-se mercados ao ar livre e no final do século XIV foi construída a Câmara Municipal de Bruxelas, o Hôtel de Ville (Town Hall), e os comerciantes acrescentaram sedes de guildas numa mistura de estilos. Em 1695, dois dias de intensos bombardeamentos franceses destruíram tudo exceto a Câmara Municipal e duas fachadas de guildas. Os comerciantes reconstruíram as suas salas em estilos aprovados pelo Conselho Municipal, originando a harmoniosa unidade de edifícios da Renascença flamenga que vemos hoje.

## Cronologia
- Século XII: a praça já existia; onde hoje é a Casa do Rei existia um edifício em madeira onde se vendia pão, daí o seu nome atual em neerlandês: Broodhuis
- 1402-1459: construção da Câmara Municipal. Em 1401 foi colocada a primeira pedra e apenas em 1459 se deu a construção por totalmente concluída, sendo considerado o mais belo edifício cívico da Bélgica, estatuto que goza ainda hoje. Jacques van Thienen foi encarregado de desenhar a ala oeste e o campanário do edifício, onde usou colunas decoradas, esculturas, torreões e arcadas. A torre e a flecha iniciadas em 1449 por Jan van Ruysbroeck ajudaram a firmar a sua reputação.
- 1523: os primeiros mártires protestantes, Henri Voes e Jean Van Eschen, são queimados pela Inquisição espanhola
- 1695: a maior parte das casas, construídas em madeira, foram destruídas a 13 de Agosto num bombardeamento pelas tropas francesas comandadas pelo Marechal de Villeroy
- 1873: construção da atual Casa do Rei em estilo neogótico